# Paul Grégoire
Paul Grégoire (Verdun, 24 ottobre 1911 – Montréal, 30 ottobre 1993) è stato un cardinale e arcivescovo cattolico canadese.

## Biografia
Nacque in una famiglia molto numerosa: i suoi genitori ebbero dodici figli. Studiò alla scuola elementare di Verdun, poi al seminario minore di Blainville e al seminario maggiore di Montréal. Ottenuta la licenza in teologia e ordinato sacerdote il 22 ottobre 1937, si iscrisse all'Università di Montréal, ove conseguì i dottorati in filosofia e storia, la licenza in lettere e il diploma in pedagogia.
Fu professore e poi rettore del seminario di Blainville, docente nelle scuole superiori e cappellano degli studenti universitari.
Il 26 ottobre 1961 fu nominato vescovo titolare di Curubi e vescovo ausiliare di Montréal. Fu consacrato vescovo il 27 dicembre dello stesso anno dal cardinale Paul-Émile Léger.
Fu vicario generale dell'arcidiocesi di Montréal, l'11 dicembre 1967 ne divenne amministratore apostolico ad nutum Sanctae Sedis e il 20 aprile 1968 ne divenne arcivescovo.
Papa Giovanni Paolo II lo elevò al rango di cardinale nel concistoro del 28 giugno 1988, affidandogli il titolo di Nostra Signora del Santissimo Sacramento e Santi Martiri Canadesi.
Il 17 marzo 1990, all'età di 78 anni, rinunciò al governo pastorale della sua arcidiocesi.
Morì all'età di 82 anni per un cancro allo stomaco e fu sepolto nella cattedrale di Montréal.

## Genealogia episcopale e successione apostolica
La genealogia episcopale è:
- Cardinale Scipione Rebiba
- Cardinale Giulio Antonio Santori
- Cardinale Girolamo Bernerio, O.P.
- Arcivescovo Galeazzo Sanvitale
- Cardinale Ludovico Ludovisi
- Cardinale Luigi Caetani
- Cardinale Ulderico Carpegna
- Cardinale Paluzzo Paluzzi Altieri degli Albertoni
- Papa Benedetto XIII
- Papa Benedetto XIV
- Cardinale Enrique Enríquez
- Arcivescovo Manuel Quintano Bonifaz
- Cardinale Buenaventura Córdoba Espinosa de la Cerda
- Cardinale Giuseppe Maria Doria Pamphilj
- Papa Pio VIII
- Papa Pio IX
- Cardinale Alessandro Franchi
- Cardinale Giovanni Simeoni
- Cardinale Antonio Agliardi
- Cardinale Basilio Pompilj
- Cardinale Adeodato Giovanni Piazza, O.C.D.
- Cardinale Paul-Émile Léger, P.S.S.
- Cardinale Paul Grégoire

La successione apostolica è:
- Vescovo Leonard James Crowley (1971)
- Vescovo Gérard Tremblay, P.S.S. (1981)
- Vescovo Jude Saint-Antoine (1981)
- Cardinale Jean-Claude Turcotte (1982)
- Vescovo Gilles Lussier (1989)